# Crotalaria berteroana
Crotalaria berteroana är en ärtväxtart som beskrevs av Dc.. Crotalaria berteroana ingår i släktet sunnhampor, och familjen ärtväxter. Inga underarter finns listade i Catalogue of Life.